# تي-70
دبابة تي-70 (بالإنجليزية: T-70)‏ كانت تستخدم من قبل الجيش الأحمر أثناء الحرب العالمية الثانية، وجاءت هذه الدبابة لتحل محل دبابة الاستطلاع تي-60 «الاستكشافية» وتأتي محل دبابة تي-50 المستخدمة لنقل الجنود ودعم الجنود، لقد كانت دبابة تي-70 مدعمة بمدفع عيار 45 مليمتر والذي يتسع 45 طلقة، بالإضافة إلى مدفع رشاش عيار 7.62، وتتسع الدبابة لرجلين السائق والقائد الذي كان مسؤولا عن عملية إطلاق النار، ويبلغ سمك الدروع في مقدمة الدبابة 45 مليمتر، أما في الجوانب فتبلغ 60 مليمتر، وأما سطح واسفل الدبابة فتبلغ 10 مليمتر.
تم استبدال دبابة تي-70 بدبابة تي-80 والتي كانت مجهزة بمعدات أفضل وتتسع لسائقين، ولكن لم يتم إنتاج سوى كميات قليلة وذلك لانه تم إنتاج دبابة تي-90 المضادة للطائرات.
قبل عام 1942، ظلت الدبابات الخفيفة تعتبر من جانب الجيش الأحمر غير قادرة على تحقيق اهدافهم، وغير قادرة على مواكبة الدبابة المتوسطة تي-34 وغير قادرة على اختراق معظم دروع الدبابات الألمانية. ولكنها يمكن أن تنتجها المصانع الصغيرة التي كانت غير قادرة على التعامل مع المكونات الكبيرة والمتوسطة والثقيلة والدبابات. تي 70 هي محاولة لمعالجة بعض أوجه القصور تي 60 الكشفية للدبابات، وعدم قدرتها على التنقل في الطرق الوعرة والسيئة، ورقيقة للدروع، وصغر مدفعها «عيار 20 ملم». كما حلت محل دبابة مشاة خفيفة تي- 50، والتي كانت أكثر تطورا، ولكن أيضا معقد للغاية ومكلفة لإنتاج.
صممت دبابة تي- 70 من قبل فريق الهندسة أستروف (Astrov) في المصنع رقم 38 في كيروف.
الدفعة الأولى من دبابات تي-70 كانت تمتلك محرك GAZ – 202 وهو مصمم لمحركات السيارات، وتوضع على كل جانب من جسم الدبابة وتقوم على توجيه الدبابة. هذا الترتيب كان ينظر إليه على أنه يمثل مشكلة خطيرة، حتى قبل أن تصدر أول دبابة. فإنه سرعان ما أعيد تصميمها حسب تي 70M (على الرغم من أنها لا تزال تشير إلى أن يكون مجرد تي 70)، مع محركات في الخط على الجانب الأيمن من الدبابة وانتقال طبيعي والتفضيلية.
و حتى بعد أن تم أعادة تصميم خط إنتاج دبابات تي-70، منها: استمر إنتاج مدفع 76 ذاتي الحركة الذي لا يتناسب مع دبابة تي-70 ولا يتناسب مع طبيعة محركها، وقام المصنع (بعد أن إعادة بنائه) بأعادة تصنيع دبابة تس-70.
دبابة تي- 70 دخلت مرحلة الإنتاج في مارس 1942 في Zavod رقم 37، إلى جانب دبابة تي- 60، وكان يتم تصنيعهم في GAZ و Zavod رقم 38. وجاءت دبابة تي-70 محل دبابة تي- 60 في سبتمبر 1942، على الرغم من أنه لا تزال دبابة تي-60 تحت قيد الاستخدام حتى نهاية الحرب. وتوقف إنتاج دبابة تي-70 عام 1943 في تشرين الأول / أكتوبر، وكان عدد الدبابات المنتجة منها 8226.
في أبريل 1942، استعيض عن ابراج الدفاعية المخروطية بلحم ابراج دفاعية جديدة، وتم وضع محركين غاز في دبابة تي-70 وتم وضع منظار جدبد فيها والعديد من التحسينات الأخرى، وقام القائد مارك الرابع بالأشراف على هذه التحسينات.
وظلت دبابة تي-70 في الخدمة حتى عام 1948.

## طالع أيضًا
- إنتاج الاتحاد السوفيتي من المركبات القتالية المدرعة خلال الحرب العالمية الثانية